# HD 212771 b
{{redirect-distinguish|太平山|太平山 (disambiguation){{!}太平山}}
HD 212771 b是在星座寶瓶座的一顆圍繞G型恆星HD 212771運行的太陽系外行星，距離大約364光年。

## 名稱
HD 212771 b的名稱是太平山（英語：Victoriapeak）。太平山（英語：Victoria peak）是香港島上的最高點，在IAU成立100周年的IAU100太陽系外世界命名活動由香港地區的活動中，選出以之命名為「太平山」。

## 性質

### 軌道
HD 212771 b的軌道週期和距離都與地球相似，分別為380天和1.19AU。與長週期氣態巨星相比，它的軌道幾乎是完美的圓形軌道。

### 特徵
| Jupiter | HD 212771 /太平山 |
| ------- | ----------------- |
| Jupiter | Exoplanet         |

由於軌道參數未知，這顆行星的真實質量尚不清楚，估計其質量至少是木星質量的2.39倍。HD 212771 b的半徑也未知，所以NASA的「系外行星之眼」給出的估計半徑是木星的1.18倍。

## 外部連結
- . . 1995  [2024-04-27]. （原始内容存档于2024-05-01）.